# مارك ر. باتشيكو
مارك ر. باتشيكو (بالإنجليزية: Marc R. Pacheco)‏ هو سياسي أمريكي، ولد في 29 أكتوبر 1952 بتونتون في الولايات المتحدة. حزبياً، نشط في الحزب الديمقراطي. وقد انتخب عضو مجلس نواب ماساتشوستس.